# 318e régiment d'infanterie
Le 318e régiment d'infanterie (318e RI) est un régiment d'infanterie de l'Armée de terre française constitué en 1914 avec les bataillons de réserve du 118e régiment d'infanterie.
À la mobilisation, chaque régiment d'active créé un régiment de réserve dont le numéro est le sien plus 200.

## Création et différentes dénominations
- août 1914 : 318e régiment d'infanterie

## Chefs de corps
- du 2 août au 23 septembre 1914 : Lieutenant-colonel André Henri Auguste BOBLET
- 23 septembre 1914 à 1915 : Lieutenant-colonel Louis COLLARDET

## Historique des garnisons, combats et batailles du318eRI

### Première Guerre mondiale

#### Affectations
- 61e division de réserve d'août 1914 à

#### 1914
- Bataille de l'Ourcq
- Bataille de l'Aisne

#### 1917
Mort du Caporal Auguste Joseph Henri PEYRIC, originaire du Pont de Bressis (Gard), le 20 décembre 1917 à Verdun

## Drapeau
Il porte, cousues en lettres d'or dans ses plis, les inscriptions suivantes :
- L'Ourcq 1914
- L'Aisne 1914

### Sources et bibliographie
1. ↑  Décision no 12350/SGA/DPMA/SHD/DAT du 14 septembre 2007 relative aux inscriptions de noms de batailles sur les drapeaux et étendards des corps de troupe de l'armée de terre, du service de santé des armées et du service des essences des armées, Bulletin officiel des armées, no 27, 9 novembre 2007